# Râul Bistra Orășenilor
Râul Bistra Orășenilor este un afluent al râului Bega. 

## Hărți
- Harta județului Timiș